# Patrick Swayze
Patrick Swayze (/ˈpætɹɪk ˈsweɪzi/), né le 18 août 1952 à Houston et mort le 14 septembre 2009 à Los Angeles, est un acteur, danseur, chanteur et producteur américain. Il marque le cinéma des années 1980 et 1990 avec des rôles emblématiques dans des films cultes tels que Dirty Dancing (1987), Ghost (1990), et Point Break (1991). 
Fils d'une chorégraphe et d'un dessinateur industriel, il se passionne dès son jeune âge pour la danse, le théâtre et les arts martiaux. Après des débuts prometteurs à Broadway, il se fait connaître au cinéma grâce à Outsiders (1983) de Francis Ford Coppola, avant de devenir une star internationale avec Dirty Dancing. Son rôle de Johnny Castle, un professeur de danse rebelle, fait de lui un sex-symbol et l'une des figures romantiques les plus emblématiques de l'écran, tandis que la bande originale du film, notamment le titre (I've Had) The Time of My Life devient un succès mondial.
En 1990, il consolide son statut de vedette avec Ghost, dans lequel il joue aux côtés de Demi Moore et Whoopi Goldberg. Le film lui vaut une nomination aux Golden Globes. Il enchaîne avec Point Break (1991), aux côtés de Keanu Reeves. Il explore également la musique, enregistrant plusieurs chansons dont le hit She's Like the Wind, et se produit en tant que danseur de ballet. 
En 2008, il annonce publiquement être atteint d'un cancer du pancréas, une bataille qu'il mène jusqu'à sa disparition en 2009. 

## Biographie

### Débuts
Patrick Wayne Swayze naît à Houston dans le Texas. Il est le fils d'un dessinateur industriel, Jesse Wayne Swayze, et d'une danseuse et chorégraphe, Patricia Yvonne Helen. Il a deux frères, Don Swayze, également acteur, et Sean Swayze, et deux sœurs : Bambi (qui a été adoptée) et Vicky, danseuse, dont le suicide en 1994 bouleversa sa vie. Jusqu'à l'âge de 20 ans, Patrick Swayze habite le quartier d'Oak Forest à Houston, où il fréquente la St Rose of Lima Catholic School, la Oak Elementary School, la Black Middle School et la Waltrip High School. Parallèlement, il poursuit une carrière artistique et sportive de patineur et d'acteur dans des pièces d'école. Il étudie la gymnastique au San Jacinto College pendant deux ans. En plus de ses talents artistiques, il est également un athlète et a un vif intérêt pour les arts martiaux. Il s'entraîne en tant que ceinture noire dans plusieurs formes d'arts martiaux, notamment le wushu, le tai chi et l'aïkido.
En 1972, il part pour New York pour poursuivre une carrière de danseur. Il commence à s'entraîner avec les compagnies de ballet Harkness et Joffrey et fut rapidement embauché comme danseur principal par la compagnie de ballet Eliot Feld. Cependant, son succès fut de courte durée lorsqu'une ancienne blessure au football l'oblige à subir une opération au genou. L'opération, associée à l'infection qui s'ensuit, le pousse à quitter la prestigieuse compagnie Feld.

### Carrière
Il est d'abord danseur pour un spectacle itinérant de Disney nommé Disney on Parade. Il passe une audition pour tenir le rôle de Danny Zuko dans la comédie musicale Grease. En 1979, il fait sa première apparition au cinéma dans le film Skatetown, U.S.A. de William A. Levey. Il poursuit avec quelques films dont Outsiders de Francis Ford Coppola (1983) et Youngblood de Peter Markle (1986). En 1985, il tient le premier rôle dans la série télévisée historique Nord et Sud. En 1987, il connaît le succès grâce à la comédie romantique Dirty Dancing d'Emile Ardolino. Auprès de Jennifer Grey, il y joue le rôle de Johnny Castle, un professeur de danse charismatique, rôle pour lequel il est nommé aux Golden Globe Awards. Il coécrit et chante par ailleurs une des chansons utilisées dans le film, She's Like the Wind. Il poursuit dans plusieurs films dont Road House de Rowdy Herrington (1989).
En 1990, il est l'acteur principal de Ghost de Jerry Zucker aux côtés des actrices Demi Moore et Whoopi Goldberg. En 1991, il est élu par le magazine People « l'homme le plus sexy au monde ». Il joue ensuite le rôle d'un surfeur dans Point Break (Extrême limite) de Kathryn Bigelow en compagnie de Keanu Reeves, d'un médecin en Inde dans La Cité de la joie de Roland Joffé, d'une drag queen dans Extravagances et son propre rôle dans The Player de Robert Altman. Le 18 août 1997, il obtient son étoile sur le Hollywood Walk of Fame.
En 2001, il joue dans Donnie Darko. En 2003, il obtient l'un des trois rôles principaux du film One Last Dance de Lisa Niemi. Il est aux côtés de Lisa Niemi et George De la Pena.
Swayze a fait ses débuts dans le West End de Londres dans la comédie musicale Guys and Dolls dans le rôle de Nathan Detroit le 27 juillet 2006 et est resté dans le rôle jusqu’au 25 novembre 2006.

### Vie privée

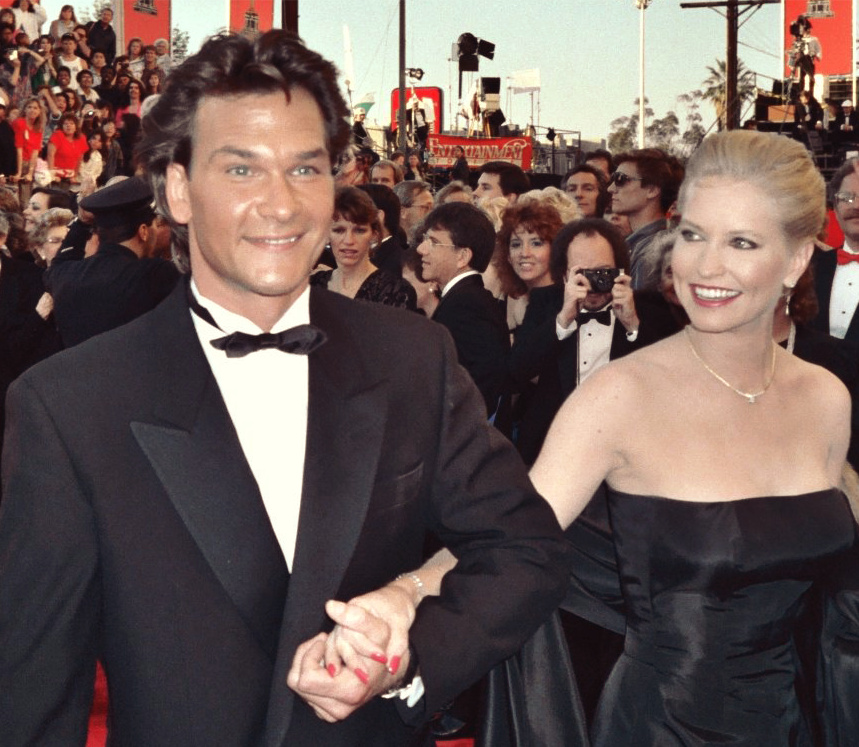
Patrick Swayze et Lisa Niemi à la des Oscars en mars 1989.

En 1970, Patrick a 18 ans et rencontre Lisa Niemi, alors âgée de 14 ans, qui prend des cours de danse avec sa mère. Ils se marient en 1975. Ils n'ont jamais pu avoir d'enfants. Après deux fausses couches, Lisa et lui en abandonnent l'idée. Il sombre dans l'alcoolisme en 1982, à la suite de la mort de son père. Sa sœur Vicky meurt en 1994, ce qui le pousse à suivre une cure de désintoxication, lui permettant ainsi de renouer avec l'industrie du spectacle et à nouveau de s'occuper de ses ranches en Californie et à Las Vegas (Nouveau-Mexique).
Patrick Swayze suivit différentes traditions spirituelles. Il fut élevé dans un cadre catholique romain, puis il étudia le bahaïsme, le bouddhisme ainsi que la scientologie.

### Dernières années
Le 5 mars 2008, son agent annonce que l'acteur, alors âgé de 55 ans, souffre d'un cancer du pancréas. En décembre 2008, des rumeurs ne lui prêtant plus que quelques semaines à vivre sont démenties par l'acteur. Le 19 mai 2009, de nouvelles rumeurs, aussitôt démenties, annoncent sa mort. Il meurt le 14 septembre 2009, dans sa maison à Los Angeles, des suites de sa maladie,. Ses cendres sont répandues dans son ranch du Nouveau-Mexique.
Grand fumeur (jusqu'à 60 cigarettes par jour), il continuait à fumer malgré son cancer.

## Filmographie

### Cinéma

#### Années 1970
- 1979 : Skatetown, U.S.A. de William A. Levey : Ace Johnson.

#### Années 1980
- 1983 : Outsiders (The Outsiders), de Francis Ford Coppola : Darrel Curtis.
- 1983 : Retour vers l'enfer (Uncommon Valor) de Ted Kotcheff : Kevin Scott.
- 1984 : Grandview, U.S.A. de Randal Kleiser : Ernie « Slam » Webster.
- 1984 : L'Aube rouge (Red Dawn) de John Milius : Jed.
- 1986 : Youngblood de Peter Markle : Derek Sutton.
- 1987 : Dirty Dancing d'Emile Ardolino : Johnny Castle.
- 1987 : Steel Dawn de Lance Hool : Nomad.
- 1988 : Tiger Warsaw d'Amin Q. Chaudhri : Chuck « Tiger » Warsaw.
- 1989 : Road House de Rowdy Herrington : James Dalton.
- 1989 : Un flic à Chicago (Next of Kin) de John Irvin : Truman Gates.

#### Années 1990
- 1990 : Ghost de Jerry Zucker : Sam Wheat.
- 1991 : Point Break de Kathryn Bigelow : Bodhi.
- 1992 : La Cité de la joie (City of Joy) de Roland Joffé : Max Lowe.
- 1993 : Un père en cavale (Father Hood) de Darrell Roodt : Jack Charles.
- 1995 : Les Légendes de l'Ouest (Tall Tale) de Jeremiah Chechik : Pecos Bill.
- 1995 : Trois vœux (Three Wishes) de Martha Coolidge : Jack McCloud.
- 1995 : Extravagances (To Wong Foo, Thanks for Everything! Julie Newmar) de Beeban Kidron : Vida Boheme.
- 1998 : Black Dog de Kevin Hooks : Jack Crews.
- 1998 : Lettres à un tueur (Letters from a Killer) de David Carson : Race Darnell.

#### Années 2000
- 2001 : Green Dragon de Timothy Linh Bui : le sergent-artilleur Jim Lance.
- 2001 : Donnie Darko de Richard Kelly : Jim Cunninghams.
- 2002 : Une chambre pour quatre (Waking Up in Reno) de Jordan Brady : Roy Kirkendall.
- 2003 : One Last Dance de Lisa Niemi : Travis MacPhearson
- 2003 : 11:14 de Greg Marcks : Frank.
- 2004 : Dirty Dancing 2 (Dirty Dancing: Havana Nights) de Guy Ferland : le professeur de danse.
- 2004 : Georges et le Dragon (George and the Dragon) de Tom Reeve : Garth.
- 2005 : Secrets de famille (Keeping Mum) de Niall Johnson (en) : Lance.
- 2006 : Rox et Rouky 2 (The Fox and the Hound 2) de Jim Kammerud (en) (vidéo) : Cash (voix).
- 2007 : Jump de Joshua Sinclair : Richard Pressburger (de).
- 2009 : Points de rupture (Powder Blue) de Timothy Linh Bui : Velvet Larry.

### Télévision

#### Téléfilms
- 1980 : The Comeback Kid de Peter Levin (en) : Chuck.
- 1981 : Return of the Rebels (en) de Noel Nosseck : K.C. Barnes.
- 1982 : The Renegades (en) de Roger Spottiswoode : « Bandit », le chef du gang.
- 1984 : Pigs vs. Freaks (en) de Dick Lowry : Doug Zimmer.
- 2000 : Coup de foudre pour toujours (Forever Lulu)[18] de John Kaye (en) : Ben Clifton.
- 2004 : Allan Quatermain et la Pierre des ancêtres (King Solomon's Mines) de Steve Boyum : Allan Quatermain.
- 2005 : Icône (Frederick Forsyth's Icon) de Charles Martin Smith : Jason Monk.
- 2007 : Le Jackpot de Noël (Christmas in Wonderland) de James Orr (en) : Wayne Saunders.

#### Séries
- 1981 : MASH : Gary Sturgis (saison 9, épisode 18, La Maladie de l'ange).
- 1983 : The Renegades (en) : « Bandit », le chef du gang (6 épisodes).
- 1985-1986 : Nord et Sud (North and South) : Orry Main (saisons 1 et 2, 12 épisodes).
- 1986 : Histoires fantastiques (Amazing Stories) : Eric David Peterson (saison 2, épisode 7, La Chaise électrique).
- 2004 : Whoopi : Tony (saison 1, épisode 15, La Dernière Danse).
- 2009 : The Beast : Charles Barker (13 épisodes).

## Comédie musicale
- 2006 : Guys and Dolls : Nathan Detroit.

## Distinctions

### Récompense
- 1988 : Bravo Otto du meilleur acteur dans un drame musical pour Dirty Dancing (1987).
- 1988 : Aftonbladet TV Prize de la meilleure performance TV étrangère.
- 1989 : BMI Film & TV Awards de la meilleure performance musicale partagé avec Stacy Widelitz dans un drame musical pour Dirty Dancing (1987).
- ShoWest Awards 1992 : Lauréat du Prix du meilleur acteur de l'année.
- 3e cérémonie des Houston Film Critics Society Awards 2009 : Lauréat du Prix pour l'ensemble de sa carrière.

### Nominations
- 1987 : Bravo Otto du meilleur acteur dans un drame romantique pour Youngblood (1986).
- 45e cérémonie des Golden Globes 1988 : Meilleur acteur dans un drame musical pour Dirty Dancing (1987).
- 1988 : Kids' Choice Awards du meilleur acteur dans un drame musical pour Dirty Dancing (1987).
- 1989 : Bravo Otto du meilleur acteur.
- 1990 : Bravo Otto du meilleur acteur dans un drame romantique pour Ghost (1990).
- 1991 : Bravo Otto du meilleur acteur dans un film d'action pour Point Break (1991).
- 48e cérémonie des Golden Globes 1991 : meilleur acteur dans un drame romantique pour Ghost (1990).
- 17e cérémonie des Saturn Awards 1991 : meilleur acteur dans un drame romantique pour Ghost (1990).
- 10e cérémonie des Razzie Awards 1991 : pire acteur pour Un flic à Chicago et Road House (1990).
- 1992 : MTV Movie & TV Awards de l'acteur le plus désirable dans un film d'action pour Point Break (1991).
- 53e cérémonie des Golden Globes 1996 : meilleur acteur dans un drame pour Extravagances (1995).

## Voix françaises
En France, Richard Darbois fut la voix française régulière de Patrick Swayze, qui fut parfois aussi doublé par d'autres comédiens, dont Michel Vigné et Éric Herson-Macarel.
Au Québec, Swayze ne fut doublé que dans cinq films, chacun par un comédien différent.